# The Answer (film, 1980)
Pour les articles homonymes, voir The Answer.

The Answer est un film américain indépendant réalisé par Spike Lee en 1980.

## Fiche technique
- Réalisation : Spike Lee
- Genre : moyen métrage
- Pays :  États-Unis
- Année : 1980